# Pancey
Pancey település Franciaországban, Haute-Marne megyében. Lakosainak száma 93 fő (2022. január 1.). Pancey Aingoulaincourt, Échenay, Effincourt, Montreuil-sur-Thonnance és Saudron községekkel határos.

## Népesség
A település népességének változása:
| Lakosok száma | 93   | 117  | 96   | 73   | 86   | 89   | 97   | 106  | 108  | 93   |
|               | 1968 | 1982 | 1990 | 2006 | 2013 | 2015 | 2017 | 2019 | 2020 | 2022 |